# C19H15N2P
化学式C19H15N2P（摩尔质量：302.31 g/mol）可以指：
- 重氮亚甲基三苯基磷，CAS号：3057783-38-4
- N-氰基亚氨基三苯基磷，CAS号：4027-82-1
- N-异氰基亚氨基三苯基磷，CAS号：73789-56-7

|  | 这个同类索引页列出了具有相同分子式的化学物（即同分異構體）条目。 除非您是有意链接至本页，否则应将相应条目的内部链接指向正确的条目。 |